# Россия. XX век. Документы
«Россия. XX век. Документы» — серия публикаций тематических подборок архивных документов по внутренней и внешней политике Российской империи, Советской России, СССР и Российской Федерации за двадцатое столетие.
Серия основана в 1997 году. К основной серии с публикациями документов тематически примыкают несколько книг с исследованиями, выделенные в отдельную серию «Россия. XX век. Исследования», оформленную аналогично главной.
На начало 2010 года было опубликовано 64 книги серии.

## Книги серии

### Революция и Гражданская война
- Филипп Миронов. Тихий Дон в 1917—1921 гг. Документы и материалы. (1997) ISBN 5-89511-001-0
- Кронштадт 1921: Документы о событиях в Кронштадте весной 1921 г. / сост. В. П. Наумов, А. А. Косаковский; под общ. ред. А. Н. Яковлева. — М.: Эксмо: Алгоритм, 1997. — 432 с. — (Россия. XX век. Документы). — ISBN 5-89511-002-9.
- Сибирская Вандея. Документы. В 2 томах. Том 1. 1919—1920. (2000) ISBN 5-85646-044-8
- Сибирская Вандея. Документы. В 2 томах. Том 2. 1920—1921. (2001) ISBN 5-85646-045-6
- Процесс над колчаковскими министрами. Май 1920 / ред. А. Н. Яковлев, В. И. Шишкин; Международный фонд «Демократия». — М.: Новый хронограф, 2003. — 672 с. — (Россия. XX век. Документы). — 1000 экз. — ISBN 5-94881-006-2.
- Дело генерала Л. Г. Корнилова. Август 1917 — июнь 1918. Документы. В двух томах. (2003)
  - Том 1. Август 1917. ISBN 5-85646-094-4
  - Том 2. Август 1917 — июнь 1918. ISBN 5-85646-095-2
- Ярославское восстание. 1918. (2007) ISBN 5-85646-167-3

### Экономическая политика
- Как ломали НЭП. Стенограммы пленумов ЦК ВКП(б) 1928—1929. В пяти томах. (2000)
  - Том 1. Объединённый пленум ЦК и ЦКК ВКП(б) 6-11 апреля 1928 г. ISBN 5-85646-065-0
  - Том 2. Пленум ЦК ВКП(б) 4-12 июля 1928 г. ISBN 5-85646-066-9
  - Том 3. Пленум ЦК ВКП(б) 16-24 ноября 1928 г. ISBN 5-85646-069-3
  - Том 4. Объединенный пленум ЦК и ЦКК ВКП(б) 16-23 апреля 1929 г. ISBN 5-85646-071-5
  - Том 5. Пленум ЦК ВКП(б) 10-17 ноября 1929 г. ISBN 5-85646-072-3
- «Первая заповедь»: Хлебозаготовки в СССР. 1931—1932 / Сост. В. В. Кондрашин, О. Б. Мозохин. (2016) ISBN 978-5-89511-042-3
- Советская модель экономики: Союзный Центр и республики Прибалтики. 1953 г. — март 1965 г. / Сост. Е. Ю. Зубкова. (2015) ISBN 978-5-89511-039-3

### Национальная политика
- Сталинские депортации. 1928—1953. (2005) ISBN 5-85646-143-6
- Сталин и космополитизм. 1945—1953. Документы Агитпропа ЦК. (2005) ISBN 5-85646-140-1
- Государственный антисемитизм в СССР. От начала до кульминации, 1938—1953 / Под общ. ред. акад. А. Н. Яковлева; Сост. Г. В. Костырченко. — М.: МФД: Материк, 2005. — 592 с. — (Россия. XX век. Документы). — ISBN 5-85646-114-2.
- Немцы в истории России. 1652—1917: Документы. (2006) ISBN 5-85646-165-7

### Культурная политика
- Власть и художественная интеллигенция. Документы ЦК РКП(б) — ВКП(б), ВЧК — ОГПУ — НКВД о культурной политике. 1917—1953. (2002) ISBN 5-85646-040-5
- Большая цензура: Писатели и журналисты в Стране Советов. 1917—1956: Документы. (2005) ISBN 5-85646-145-2
- «Очистим Россию надолго…» Репрессии против инакомыслящих. Конец 1921 — начало 1923 г. (2008) ISBN 978-5-85646-182-3
- Музыка вместо сумбура: Композиторы и музыканты в Стране Советов. 1917—1991: Документы. (2013) ISBN 978-5-89511-030-0.

### Вторая мировая и Великая Отечественная войны
- 1941 год. В двух книгах. Книга 1. (1998) ISBN 5-89511-009-6, ISBN 5-89511-003-7
- 1941 год. В двух книгах. Книга 2. (1998) ISBN 5-89511-012-6, ISBN 5-89511-003-7
- Катынь. Пленники необъявленной войны. Документы и материалы. (1999) ISBN 5-89511-002-9
- Военная разведка информирует. Январь 1939 — июнь 1941. (2008)ISBN 978-5-89511-014-0
- Генералы и офицеры вермахта рассказывают… Документы. 1944—1951. (2009) ISBN 978-5-89511-018-8
- Тайны дипломатии Третьего рейха: Германские дипломаты, руководители зарубежных военных миссий, военные и полицейские атташе в советском плену. Документы из следственных дел. 1944—1955. (2011) ISBN 978-5-89511-025-6

### ГУЛАГ
- ГУЛАГ: Главное управление лагерей. 1918—1960. (2002) ISBN 5-85646-046-4
- Дети ГУЛАГа. 1918—1956. (2002) ISBN 5-85646-079-0
- Сталинские стройки ГУЛАГа. 1930—1953. (2005) ISBN 5-85646-139-8
- Поэзия узников ГУЛАГа: Антология (2005) ISBN 5-85646-111-8

### Лубянка
- Лубянка. Органы ВЧК-ОГПУ-НКВД-НКГБ-МГБ-МВД-КГБ. 1917—1991. Справочник. (2003) ISBN 5-85646-109-6
- Лубянка. Сталин и ВЧК-ГПУ-ОГПУ-НКВД. Январь 1922 — декабрь 1936. (2003) ISBN 5-85646-087-1
- Лубянка. Сталин и Главное управление госбезопасности НКВД. Архив Сталина. Документы высших органов партийной и государственной власти. 1937—1938. (2004) ISBN 5-85646-118-5
- Лубянка. Сталин и НКВД-НКГБ-ГУКР «Смерш». 1939 — март 1946. (2006) ISBN 5-85646-162-2
- Лубянка. Сталин и МГБ СССР. Март 1946 — март 1953. Документы. (2007) ISBN 978-5-85646-176-2
- Ф. Э. Дзержинский — председатель ВЧК-ОГПУ. 1917—1926. (2007) ISBN 978-5-85646-130-4
- Аппарат НКВД-МГБ в Германии. 1945—1953. (2009) ISBN 978-5-89511-012-6

### После Сталина
- 58/10. Надзорные производства Прокуратуры СССР по делам об антисоветской агитации и пропаганде. Март 1953—1991 гг. Аннотированный каталог. (1999) ISBN 5-85646-041-3
- Лаврентий Берия. 1953. Стенограмма июльского пленума ЦК КПСС и другие документы. (1999) ISBN 5-89511-006-1
- Молотов, Маленков, Каганович. 1957. Стенограмма июньского пленума ЦК КПСС и другие документы. (1998) ISBN 5-89511-005-3
- Георгий Жуков. Стенограмма октябрьского (1957 г.) пленума ЦК КПСС и другие документы. (2001) ISBN 5-85646-054-5
- Никита Хрущёв. 1964. Стенограммы пленумов ЦК КПСС и другие документы. (2007) ISBN 978-5-85646-173-1
- Никита Сергеевич Хрущёв. Два цвета времени. Документы. В двух томах. (2009)
  - Том 1. ISBN 978-5-89511-011-9
  - Том 2. ISBN 978-5-89511-013-3

### Реабилитация
- Реабилитация: как это было. Документы Президиума ЦК КПСС и другие материалы. В 3 томах. Том 1. Март 1953 — февраль 1956. (2002) ISBN 5-85646-070-7
- Реабилитация: как это было. Документы Президиума ЦК КПСС и другие материалы. В 3 томах. Том 2. Февраль 1956 — начало 80-х годов. (2002) ISBN 5-85646-099-5
- Реабилитация: как это было. Документы Президиума ЦК КПСС и другие материалы. В 3 томах. Том 3. Середина 80-х годов — 1991. (2004) ISBN 5-85646-125-8

### Перестройка и современная Россия
- Александр Яковлев. Перестройка. 1985—1991. (2008) ISBN 978-5-89511-015-7
- Александр Яковлев. Избранные интервью. 1992—2005. (2009) ISBN 978-5-89511-016-4

### Экология
- Экология и власть. 1917—1990. (1999) ISBN 5-85646-039-1

### Русско-американские и советско-американские отношения
- Россия и США: дипломатические отношения. 1900—1917. (1999) ISBN 5-85646-042-1
- Советско-американские отношения. Годы непризнания. 1918—1926. (2002) ISBN 5-85646-078-2
- Советско-американские отношения. Годы непризнания. 1927—1933. (2002) ISBN 5-85646-080-4
- Советско-американские отношения. 1934—1939. (2003) ISBN 5-85646-112-6
- Советско-американские отношения. 1939—1945. (2004) ISBN 5-85646-141-X
- Советско-американские отношения. 1945—1948. (2004) ISBN 5-85646-113-4
- Советско-американские отношения. 1949—1952. (2006) ISBN 5-85646-154-1

### Международные отношения
- Ближневосточный конфликт. 1947—1967. Из документов архива внешней политики Российской Федерации. В двух томах. (2003)
  - Том 1. 1947—1956. ISBN 5-85646-098-7
  - Том 2. 1957—1967. ISBN 5-85646-107-X
- «Пражская весна» и международный кризис 1968 года: Документы. (2010) ISBN 978-5-89511-019-5
- «Пражская весна» и международный кризис 1968 года: Статьи, исследования, воспоминания. (2010) (Россия. XX век. Исследования) ISBN 978-5-89511-020-1
- Пять колец под кремлёвскими звёздами: Документы. (2011) ISBN 978-5-89511-029-4.
- «От Атлантики до Урала»: Советско-французские отношения. 1956—1973: Документы. (2015) ISBN 978-5-89511-041-6.

## Серия «Россия. XX век. Исследования»
Издательство «Новый хронограф»
- Россия в начале XX века. (2002) ISBN 5-94881-002-X
- Россия нэповская. (2002) ISBN 5-94881-003-8
- Драма русской истории: большевики и революция. (2002) ISBN 5-94881-004-6

## Редакционный совет
- акад. А. Н. Яковлев (1923—2005)
- акад. Г. А. Арбатов (1923—2010)
- д.э.н. Е. Т. Гайдар (1956—2009)
- член-корр. РАН В. П. Козлов
- акад. В. А. Мартынов (1929—2008)
- д.и.н. С. В. Мироненко
- д.и.н. В. П. Наумов
- акад. Е. М. Примаков (1929—2015)
- Э. С. Радзинский
- член-корр. РАН А. Н. Сахаров
- акад. Г. Н. Севостьянов (1916—2013)
- Н. Г. Томилина
- к.т.н. С. А. Филатов
- акад. А. О. Чубарьян
- В. Н. Якушев